# 76 a.C.
Il 76 a.C. (LXXVI a.C. in numeri romani) è un anno  del I secolo a.C.

## Eventi
- Gneo Pompeo Magno avvia la campagna di guerriglia in Spagna contro Sertorio.[1]
- Marco Tullio Cicerone è questore.
- Tolomeo XII, faraone d'Egitto, viene incoronato a Menfi dal gran sacerdote di Ptah Psenptah III.
- Un terremoto colpisce Reate (Rieti).

## Nati
- Gaio Asinio Pollione, politico, oratore e storico romano († 5)
- Giulia, nobildonna romana († 54 a.C.)

## Morti
- Appio Claudio Pulcro, politico romano (n. 141 a.C.)
- Marco Emilio Lepido, politico romano